# Os Chotos
Os Chotos és un grup de folk aragonès, fundat l'any 2000, al poble d'Embún (Val d'Echo - Uesca - Aragón).
Finalistes com Jacetanos de l'Any (2003), el 2017 una de les seves cançons (Son d'Embún) va ser nominada finalista als Premis de la Música Aragonesa com a Millor Cançó en Llengua Aragonesa.

## Història
OS CHOTOS neixen fa 20 anys a partir del grup de músics que acompanyava Lo Palotiau d'Embún. El nom del grup fins a l'any 2010 va ser A Ronda d'os Chotos d'Embún.
Les seves senyes d'identitat han estat sempre la reivindicació davant dels problemes socials i polítics de l'Alt Aragó (turisme desmesurat, treball, urbanisme, corrupció…) el seu posicionament en contra dels pantans i el compromís amb l'aragonès.
El sentit de l'humor i la ironia juntament amb la utilització de l'aragonès a les seves lletres són una constant i una clara declaració d'intencions; amb una gran càrrega social i poètica fa de les seves cançons una arma que es posiciona amb la cultura de la denúncia a la música.
En la seva música, els instruments tradicionals (acordió diatònic, cordes, dolçaina, gaita, salteri...) són aplicats a estils tan diversos com tango, rumba, pasdoble, polka, ragtime, jazz, ranxera o rock & roll...
Tenen editats sis discos (L'Arco San Chuan, Taratita, Abril ye transparent, Biellos Tiempos, Cadenzias y Biellos tiempos). Altres discos en què han intervingut són:: El agua para las ranas. Canciones por la dignidad de la montaña, Allá donde vivía, rancheras y corridos en el Pirineo, A tus brazos otra vez (Corridos y rancheras en el Pirineo), A ixena 2, Canto a la libertad. Un himno para un pueblo, Compartiendo. Música aragonesa para Kami (Bolivia), Brigadas intergeneracionales per la recuperació de la Memòria Històrica, Brigada Intergeneracional per la recuperació de la Memòria Històrica (80 anys de ferida oberta) i Flamas de Olga y los ministriles.
Os Chotos han rondat per innombrables pobles d'Aragó i han participat a festivals com Barnasasnts, Tradicionàrius, PIR, Aragón Tierra Abierta, Servitas Nuei, Festival Folk de Chiprana, Festival Castillo de Ainsa...

## Components
Miguelé Abadías (Gaita aragonesa, trompa de la Ribagorça, dolçaina, whistle i veu) És membre dels Gaiteros de Graus i de Chundarata!
Daniel Farran (Percussió i llaüt) Format com a baterista i percussionista, actualment participa com a músic als espectacles de Camut Band Junior, Xarop de Canya, AYDE i Companyia Dani Caracola. Anteriorment ha participat en projectes musicals com UMA, Orquestra Sant Celoni, Caliuada, Graiatus, Folk Laietà, Sübitus, Dani Caracola i Barsiluna Agraw Project, Ministrers de l'Aixada i Meraki Trio.
Dani Caracola (Baix, cordes i veu) Cantautor i dedicat a l'ensenyament musical, amb més de 20 anys dedicat a la música, està implicat en diversos projectes, entre els quals destaquem: Brigadas Intergeneracionales (en què aglutina un gran nombre de artistes al voltant de la Memòria Històrica), Dani Caracola & La Banda de ida y Vuelta, en un espectacle en què es repassa la cultura musical a través del planeta.
Santi Manresa (Bateria i percussió) Va estudiar calaix Flamenc amb Juan Flores, congues amb el gran Maestro King, i es perfecciona amb Viçens Soler. Ha gravat discos amb Gollum Friends, As-amb-la-i. És membre de l'Always Drinking Marching Band i la La Familia RústiKa. Col·labora amb grups de música tradicional cubana com Alexis Echevarría i La Banda del Sr. Sandunga, amb Terres i amb Chez Pacheco.
Kike Ubieto (Acordió diatònic, guitarra, dolçaina, harmònica i veu) Ha passat per diverses formacions de pop i rock i ha format part de diverses orquestres de ball. Juntament amb els músics que acompanyen Lo Palotiau d'Embún funda A Ronda d'oss Chotos d'Embún; en solitari, projecta la seva faceta de cançó d'autor havent editat dues discs (Pan y Circo i Argos).
Diego Zaldívar (Piano, sintetitzadors, melodió i veu) Obté el 2003 el premi Octubre a la musica ciudadana, que li va permetre gravar un disc amb Litto Nebbia i altres referents del rock, folklore i tango argentins. Va estudiar composició i piano al CEAMC, IUNA, Manuel de Falla i l'EMPA (Buenos Aires). Com a cantautor va editar tres discos amb els seus projectes Plácido Carmesí, Zaldivar Enjambre y solista. El seu treball en bandes sonores orquestrals per a videojocs el va portar el 2013 a Mont-real (Quebec, Canadà) on va residir i va compondre la música per a més de 50 videojocs. A Argentina, Espanya, Canadà i Xina ha col·laborat amb nombrosos artistes com a instrumentista, compositor, arranjador, productor i escriptor de cançons.

## Discografia
- L'Arco San Chuan (2002, con el nombre de A Ronda d'os Chotos d'Embún)
- Taratita (2005, con el nombre de A Ronda d'os Chotos d'Embún)
- Abril ye transparent (2010)
- Biellos Tiempos (2016)
- Cadenzias (2018)
- Plantando fuerte (2023)

## Col.laboracions
- A Ixena 2.
- El agua para las ranas. Canciones por la dignidad de la montaña.
- Allá donde vivía (Corridos y rancheras en el Pirineo)
- A tus brazos otra vez (Corridos y rancheras en el Pirineo)
- Compartiendo. Música aragonesa por Kami.
- Canto a la Libertad. Un himno para un pueblo.
- Brigada Intergeneracional para la recuperación de la Memoria Histórica (1).
- Brigada Intergeneracional para la recuperación de la Memoria Histórica (2).
- Flamas d’Olga y los ministriles.